# Renato de Alençon
Renato de Valois, Duque de Alençon (em francês:  René de Valois, duc d'Alençon; (1454 - Alençon, 1 de novembro de 1492), foi um nobre francês pertencente aos Valois-Alençon, um Ramo cadete da Casa de Valois. Foi duque de Alençon e conde do Perche.
Era filho de João II, Duque de Alençon e Conde de do Perche, e de Maria de Armagnac, filha de João IV, Conde de Armagnac, de Fezensac e de Rodez.

## Biografia
Em 1467, quando o seu pai se revoltou com o apoio dos Bretões, Renato de Alençon teve por missão defender Alençon, mas a insolência da guarnição bretã faz com que os burgueses da cidade se sublevem. Desgostoso, Renato entrega a cidade ao rei Luís XI de França, que lha restitui após ter controlado a revolta.
Coberto de dívidas et débauché, a desordem dos seus negócios e da sua moral leva à sua desgraça e o rei manda-o prender. Caído em desgraça, Luís XI, por decisão de 23 de fevereiro de 1483, confisca a propriedade de Château-Gontier e atribui-a Pierre d'Acigné, o seu valet de chambre.
Só sai da prisão com a morte de Luís XI. Nessa altura, os Estados Gerais de 1484, reunidos em Tours, devolvem a Renato de Alençon o seu património, e ele atribui a administração da baronia de Château-Gontier à sua mulher, Margarida de Lorena.
Participa na Guerre folle, mas foi perdoado por Carlos VIII de França.

## Casamentos e descendência

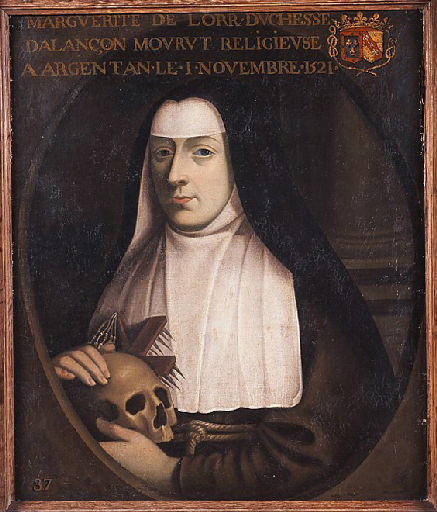
Margarida de Lorena, segunda mulher de Renato de Alençon

Uma primeira aliança foi negociada com Margarida de Harcourt, filha de Guilherme de Harcourt, Conde de Tancarville. Uma fonte indica que este casamento teve lugar, outros referem que se tratou apenas de noivado. No entanto, todos concordam que Margarida morreu no ano de 1488, sem que eles tivessem descendência.
Renato volta a casar na cidade de Toul, a 14 de maio de 1488, com Margarida de Lorena (1463-1521), filha de Frederico II de Lorena, Conde de Vaudémont, e de Iolanda de Anjou, Duquesa de Lorena. Deste segundo casamento, nasceram:
- Carlos (Charles) (1489-†1525), último duque de Alençon e conde do Perche, sem geração.
- Francisca (Françoise) (1490-1550); casou em primeiras núpcias com em 1505 com Francisco II de Orleães, Duque de Longueville; e, em segundas núpcias, em 1513 com Carlos de Bourbon, Duque de Vendôme;
- Ana (Anne) (°1492 † 1562), senhora de La Guerche, casou em Blois, em 1508 com Guilherme IX, Marquês de Monferrato.

Renato teve vários filhos ilegítimos:
- Carlos (Charles) (morto em 1545), senhor de Cany, casado com Germaine La Ballur;
- Carlos (Charles) (morto em 1524), barão de Cany, casado em 1505 com Renata de Beauvoisin;
- Margarida (Marguerite), casou em 1485 com Jacques de Boisguyon, e em segundas núpcias com Henri de Bournel;
- Jaqueline (Jacqueline) (morta em 1506), casou com Gilles des Ormes;